# 常山郡
常山郡，也曾在某些时期称恒山郡、常山国、恒州等，是中国古代的一个行政区划，范围历代有变化，主要包括河北省石家莊及邢台部份地區，以今天河北省石家庄市附近为中心。

## 沿革
「常山」之名最早在《战国策》中有提及，劉向編纂《戰國策》時避諱漢文帝劉恒稱之，属赵国，但是范围不明，境内很可能包括在今天山西省浑源县的“北岳”恒山（又称常山）。秦始皇攻占赵国后，设恒山郡，但范围较小，不包括北面的恒山，治所在东垣县（今石家庄市东）。
西汉时，汉高祖沿恒山郡置。吕后掌权时期，恒山郡改封恒山王刘不疑，成为恒山国，不过仅仅七年之后，第三任恒山王刘朝即在铲除吕氏的过程中被杀，国废为郡，同时又为了刚刚登基的新帝汉文帝刘恒避讳而改称常山郡，且范围扩大，北至恒山南至逢山长谷一带。汉武帝元鼎四年（前113年）时，分郡治真定县（即秦朝东垣县）附近的四个县为真定国，常山郡的郡治向西南迁移到元氏县（今元氏县西北），统县18，隶属冀州刺史部。
东汉光武帝建武十三年（37年）将真定国并入常山郡，郡改称常山国，与周围中山国、赵国、巨鹿郡之间的辖境发生一定变化，统县反而减少到13，治所仍在元氏县。三国时期，常山郡西南分置乐平郡，元氏县归属赵国，范围进一步缩小，郡治迁移回汉初的真定县（今正定县）。西晋沿置，统县减少到8，不过恒山仍在境内上曲阳县西北。
十六国北朝各代基本沿用郡治，归属于定州，北周改称恒州。隋朝统一后，又称恒山郡，统县8，仍治真定。唐朝建立改郡为州，称恒州，唐玄宗天宝元年（742年）改州为郡又改回常山郡，下辖真定县、石邑县、行唐县、九门县、槀城县、灵寿县、井陉县、房山县、鹿泉县（756年改名获鹿县）九县。唐肃宗再废郡制时再称恒州，之后又为了避唐穆宗讳改为镇州。到北宋升为真定府，常山不再作为郡国之名。
唐朝常山郡太守
- 秦昌舜（天宝初年）
- 褚庭询（天宝初年）
- 张愿（750年）
- 严损之（天宝年间）
- 王超（天宝年间）
- 颜杲卿（755年）
- 袁履谦（755年—756年）
- 王俌（756年）
- 李宝臣（757年）

## 名人
- 趙雲：常山人，小說家在描寫趙雲形像，往往在｢來將通名｣時自稱｢吾乃常山趙子龍也！｣。
- 褚燕：常山人，後來成為黑山賊首領並改姓張。